# Papirus 18
Papirus 18 (według numeracji Gregory-Aland), α 1074 (von Soden), oznaczany symbolem {\displaystyle {\mathfrak {P}}^{18}} – grecki rękopis Nowego Testamentu pisany na papirusie, w formie zwoju. Paleograficznie datowany jest na III lub IV wiek. Zawiera fragment Apokalipsy św. Jana.

## Opis
Zachował się jedynie fragment kodeksu z tekstem Apokalipsy św. Jana 1,4-7. Tekst pisany jest uncjałą. Po drugiej stronie rękopisu znajduje się fragment Septuaginty z tekstem Księgi Wyjścia 40 (koniec rozdziału). Tekst Septuaginty pochodzi z końca II wieku. Oryginalny kodeks prawdopodobnie był zwojem z tekstem Septuaginty, później po drugiej jego stronie zapisano tekst Nowego Testamentu (opistograf). Na liście rękopisów Septuaginty według klasyfikacji Alfreda Rahlfsa rękopis ten jest oznaczany numerem 909.
Nomina sacra pisane są w formie skróconej.
Rękopis jest jednym z czterech rękopisów papirusowych NT pisanych w formie zwoju (pozostałe to: {\displaystyle {\mathfrak {P}}^{12}}, {\displaystyle {\mathfrak {P}}^{13}}, {\displaystyle {\mathfrak {P}}^{22}}) i jednym z trzech opistografów NT, tzn. że został zapisany po drugiej stronie zwoju, zawierającego tekst innego dzieła literackiego.

## Tekst
Tekst grecki reprezentuje aleksandryjski typ tekstu, Kurt Aland zaklasyfikował go do kategorii I. Tekst rękopisu wykazuje wielką zgodność z Kodeksem Efrema.
W Ap 1,5 zawiera wariant λυσαντι ημας εκ — wspierany przez: אc, A, C, 2020, 2081, 2814; inne rękopisy mają: λουσαντι ημας απο — P, 046, 94, 1006, 1859, 2042, 2065, 2073, 2138, 2432.

### Oryginał
[Ιωαννης τα]ι[ς επτα] εκ[κλης]ιαις

[ταις εν τη] Ασια χαρις υμειν και ειρη

[νη απο ο ων] και ο ην και ο ερχομε

[νος και απο τ[ων επτα πνευμα

[των α] εν[ω]πιον του θρονου αυ

[τ]ου και απο Ιη Χρ ο μαρτυς ο πι

στος ο πρωτοτοκος των νεκρω

και ο αρχων των βασιλεων της γης

τω αγαμωντι ημας και λυσαντι η

[μ]ας εκ των αμαρτων ημων εν

[τ]ω αιματι αυτου και επιησεν ημ[ι]

[βα]σ[ιλ]ειαν ιερεις του θ[υ]ω και π[α]τρι

[αυτο]υ. αυτω το κρατος και η δοξα

[εις το]υς αιωνας αμην ιδου

[ερχε]ται μετα των νεφελων

[και οψε]ται αυτον πας οφθαλ

[μος και ο]ιτινες αυτον εξε

## Historia
Rękopis odkryty został w Oksyrynchos przez Grenfella i Hunta, którzy opublikowali jego tekst w 1911 roku. Caspar René Gregory umieścił go na liście rękopisów Nowego Testamentu, w grupie papirusów, dając mu numer 18.
Obecnie przechowywany jest w British Library (Inv. 2053v) w Londynie.